# Hans-Dietrich Sander
Hans-Dietrich Sander (* 17. Juni 1928 in Grittel, Mecklenburg; † 25. Januar 2017 in Fürstenwalde/Spree) war ein deutscher Journalist sowie rechtsextremer Publizist und Herausgeber.

## Leben und Werk
Sander studierte 1948/49 Evangelische Theologie an der Kirchlichen Hochschule Berlin-Zehlendorf und von 1949 bis 1952 Theaterwissenschaften, Germanistik und Philosophie an der Freien Universität in West-Berlin. Der Theaterkritiker Herbert Ihering vermittelte ihm 1950/51 eine zweijährige Hospitanz beim Berliner Ensemble von Bertolt Brecht. Unter dem Einfluss Brechts engagierte sich Sander offen für den Kommunismus, was zum Entzug seines Stipendiums an der Freien Universität Berlin führte. 1952 übersiedelte Sander nach Ost-Berlin. Dort war er bis 1956 als Dramaturg im Henschel-Verlag und als Theaterkritiker für die Zeitschrift Theater der Zeit tätig.
Desillusioniert von der DDR und vom Kommunismus zog Sander 1957 zurück in den Westen, ohne seinen Bruch mit dem westdeutschen politischen System zu revidieren. Von 1958 bis 1962 und von 1965 bis 1967 war er unter der Schirmherrschaft Hans Zehrers als Journalist und Literaturkritiker bei der Tageszeitung Die Welt tätig. In den Jahren dazwischen lag eine zweijährige Forschungstätigkeit über revolutionstheoretische Schriften in Zürich und Berlin. In dieser Zeit nahm er Kontakt auf zu Boris Souvarine, Giangiacomo Feltrinelli und Oskar Lange. Letzterem widmete er 1970 die Veröffentlichung seiner Dissertation.
1969 wurde Sander bei dem Ordinarius für Geistesgeschichte Hans-Joachim Schoeps in Erlangen mit der Dissertation Marxistische Ideologie und allgemeine Kunsttheorie, worin erstmals ein Brief von Walter Benjamin an Carl Schmitt publiziert wurde, zum Dr. phil. promoviert. Sander stand mit Schmitt in intensivem schriftlichen und persönlichen Kontakt. Er vermittelte auch den direkten Kontakt zwischen dem Religionsphilosophen Jacob Taubes, damals Kollege an der FU Berlin, und Carl Schmitt – eine Begegnung, die sich in Taubes’ Buch Ad Carl Schmitt – Gegenstrebige Fügung niederschlug, das 1987 posthum veröffentlicht wurde.
Seine Erfahrung in beiden deutschen Staaten nutzte Sander in seiner Arbeit für das Periodikum Deutschland Archiv von 1964 bis 1974. Zu dieser Zeit gestaltete er auch gelegentlich Rundfunkfeuilletons für den Deutschlandfunk, den Sender Freies Berlin sowie den Hessischen Rundfunk. 1972 erschien Sanders Buch Geschichte der Schönen Literatur in der DDR. Seine Darstellung der künstlerischen und politischen Repression von Schriftstellern in der DDR wurde von Alfred Kantorowicz im Deutschland Archiv bestätigt.
1975/76 war Sander Lehrbeauftragter an der TU Hannover und im Wintersemester 1978/79 Gastdozent für zwei Lehrveranstaltungen an der FU-Berlin. In diese Zeit fällt auch seine Mitarbeit an der Zeitbühne unter der Herausgeberschaft von William S. Schlamm.
1980 erschien sein Buch Der nationale Imperativ – Ideengänge und Werkstücke zur Wiederherstellung Deutschlands, eine Sammlung politischer Essays, die zum Teil vorher in der rechtskonservativen Zeitschrift Criticón und in der Welt erschienen waren. Das Buch gilt als eine der wichtigen „Kampfschriften“ eines neuen Nationalbewusstseins. Ziel seiner „Ideengänge zur Wiederherstellung Deutschlands“ sei die Weckung des „entschlummerten Furor teutonicus“, um „den Deutschen ihren bewährten Kampfgeist und ihren berechtigten Stolz zurückzugeben, die sie beim Bau eines neuen Reiches brauchen.“
Von 1983 bis 1986 war Sander Chefredakteur der Deutschen Monatshefte (seit 1990 mit Nation und Europa fusioniert), die vom Verfassungsschutz als Strategieorgan des deutschen Rechtsextremismus bezeichnet wurde. Dieses Engagement führte in den 1980er Jahren zu ersten Erwähnungen Sanders in Verfassungsschutzberichten. Danach folgte noch bis 1988 eine ständige Mitarbeit bei Nation und Europa.
Er war Referent bei zahlreichen rechtsextremen Organisationen wie der Gesellschaft für freie Publizistik (1985), dem Deutschen Seminar, der Deutschen Liga für Volk und Heimat und der Berliner Kulturgemeinschaft Preußen.
1988 erschien Sanders Buch Die Auflösung aller Dinge – Zur geschichtlichen Lage des Judentums in den Metamorphosen der Moderne, in dem er den antisemitischen Topos aufwärmte, Juden seien zu eigener kultureller Leistung nicht in der Lage und würden in den sie aufnehmenden Hochkulturen ein Ferment der Zersetzung darstellen. Dagegen setzte er in Anlehnung an Carl Schmitt die Idee eines deutschen Reichs, das die angeblich von jüdischen Kräften beschleunigte Moderne aufhalten solle. Sander behauptete, die Deutschen hätten nach dem Zweiten Weltkrieg die alliierte und jüdische Propaganda der Reeducation internalisiert und seien dadurch zu den „neuen Juden“ geworden.
Zwei Jahre später gründete Sander die Zeitschrift Staatsbriefe, deren Titel sich auf die Erlasse des Stauferkaisers Friedrich II. bezieht. Die bis ins Jahr 2001 erschienene Publikation wurde vom Verfassungsschutz dem „intellektuell ausgerichteten Rechtsextremismus“ zugeordnet. Leitgedanke war die Belebung der ghibellinischen Reichsidee. Die Publikation blieb jedoch ohne breitere Wirkung, im Jahre 2000 erschienen lediglich 1000 Exemplare. Die Staatsbriefe verbanden radikale politische Polemik, Kritik und Analyse mit dem Versuch, an geistige Traditionen des Preußentums, des Reichsgedankens und der sogenannten Konservativen Revolution anzuknüpfen. Die Zeitschrift trug nach Einschätzung einer SPD-Publikation offen antiamerikanische und antisemitische Züge. Anfang der 1990er Jahre war Sander auch Mitarbeiter der rechtsextremen Nachrichten des Studentenbundes Schlesien von Hans-Michael Fiedler.
Sander trat 1990 auch als Redner auf dem Wartburgfest der Deutschen Burschenschaft auf, das in jenem Jahr unter Leitung der rechtsextremen Wiener Burschenschaft Olympia stand. In seinem Vortrag propagierte er die „Idee eines neuen Deutschen Reiches“ und verkündete seine Einschätzung zu den „Feinden des Deutschen Reiches“.

## Politische Positionen
Hans-Dietrich Sander wurde vom Verfassungsschutz und von Extremismusexperten der Neuen Rechten bzw. dem intellektuellen Rechtsextremismus zugeordnet. Sander selbst wies diese Definition zurück: die „Reichsidee als ein umfassender Topos“ schließe „Extremistisches grundsätzlich aus.“ Ein zentraler Punkt in Sanders Theorie war die Überwindung des latenten „Bürgerkriegs“ zwischen der Linken und der Rechten unter der Ganzheit des Nationalen und des Staatsgedankens. Dieses Thema war unter dem Titel Der Kampf der Teile auch wiederholt Gegenstand in den Staatsbriefen (z. B. 6/98). Auch innerhalb der Neuen Rechten selbst war Sander umstritten; so veröffentlichte die Wochenzeitung Junge Freiheit Anfang der 1990er Jahre polemische Artikel und Leserbriefe gegen Sander und die „Staatsbriefe“.
Sander übte seinerseits herbe Kritik an den Rechtsparteien (NPD, Republikaner), denen er Korruption, Unfähigkeit, Borniertheit und die Durchsetzung mit „Informanten und Provokateuren“ vorwarf.
Sander betrachtete das „herrschende politische System“ als unreformierbar korrupt, fremdbestimmt und unfähig, sich den politischen Problemen zu stellen. Analog zum Zusammenbruch der DDR werde auch die Bundesrepublik zwangsläufig an ihren eigenen Fehlern zugrunde gehen. Voraussetzung dazu sei allerdings auch der Sturz des „Hegemons der BRD“, der USA. Der von Sander propagierte Reichsgedanke selbst sei dabei keine aktuelle politische Option, da seine Verwirklichung das Werk von Generationen sein werde.
Wegen Veröffentlichung des Aufsatzes von Germar Rudolf – Naht ein deutscher Bürgerkrieg? – und eines Beitrags zum Thema Holocaust (den die Verteidigung als Satire bezeichnet hatte) wurde Hans-Dietrich Sander 1998 als verantwortlicher Herausgeber der Staatsbriefe wegen Volksverhetzung und Verunglimpfung des Andenkens Verstorbener zu einer Haftstrafe von acht Monaten, ausgesetzt auf zwei Jahre Bewährung, sowie zu einer Geldstrafe in Höhe von 4000 DM verurteilt.
„Antisemitismus“ und „Verunglimpfung der freiheitlich demokratischen Grundordnung der Bundesrepublik Deutschland und ihrer politischen Repräsentanten“ waren auch die Vorwürfe, die ab 1995 erneut zu verschiedenen Erwähnungen (sowohl der Staatsbriefe als auch Sanders) in den Verfassungsschutzberichten unter der Rubrik Rechtsextremismus führten. Sander trat zudem jahrelang als Referent bei Veranstaltungen rechtsextremer und national-konservativer Gruppierungen auf.
Im Umfeld der NPD entwickelte sich in der zweiten Hälfte der 1990er Jahre eine Diskussion um Grundlagen und Modelle eines zukünftigen „Reiches“, für die Sanders Thesen wichtiger Bezugspunkt waren. Im Laufe dieser Debatte beklagte Sander eine Abkehr großer Teile der extremen Rechten von der Reichsidee zugunsten eines von der Blockkonfrontation ursächlich bestimmten „Verfassungspatriotismus“ seit den 1950er Jahren.
Laut Verfassungsschutz Niedersachsen war Sander im Jahr 2003 neben Holocaustleugnern wie Ernst Zündel, Robert Faurisson, Jürgen Graf, Gerd Honsik, Manfred Roeder, Germar Rudolf, Wilhelm Stäglich und dem rechtsextremen Liedermacher Frank Rennicke Gründungsmitglied des Vereins zur Rehabilitierung der wegen Bestreitens des Holocaust Verfolgten (VRBHV), dessen Vorsitzender der Rechtsextremist Bernhard Schaub war.

## Auszeichnungen
- 2015: Ulrich-von-Hutten-Medaille der Gesellschaft für freie Publizistik

## Bibliografie (Auswahl)
- Marxistische Ideologie und allgemeine Kunsttheorie. Kyklos-Verlag, Basel 1970.
- Geschichte der schönen Literatur in der DDR. Ein Grundriß. Rombach, Freiburg 1972.
- Der nationale Imperativ. Ideengänge und Werkstücke zur Wiederherstellung Deutschlands. Sinus, Krefeld 1980.
- Preußen - Die Polis der Neuzeit. Eine staatsphilosophische These. Göttingen 1986.
- Die Auflösung aller Dinge. Zur geschichtlichen Lage des Judentums in den Metamorphosen der Moderne. Castel del Monte, München 1988.
- Herbert Cysarz: Bild und Begriff. Germanistik im geisteswissenschaftlichen Feld. Lindenblatt Media Verlag, Künzell 2006.
- Carl Schmitt/Hans-Dietrich Sander: Werkstatt - Discorsi. Briefwechsel 1967 bis 1981. Edition Antaios, Albersroda 2008.
- Heiko Luge (Hrsg.): Grenzgänge. Liber amicorum für den nationalen Dissidenten Hans-Dietrich Sander zum 80. Geburtstag. Ares-Verlag, Graz 2008, ISBN 978-3-902475-60-2.